# 30 апреля
30 апреля — 120-й день года (121-й в високосные годы) по григорианскому календарю.
До конца года остаётся 245 дней.
До 15 октября 1582 года — 30 апреля по юлианскому календарю, с 15 октября 1582 года — 30 апреля по григорианскому календарю.
В XX и XXI веках соответствует 17 апреля по юлианскому календарю.

## Праздники и памятные дни
См. также: Категория:Праздники 30 апреля

### Международные
- ЮНЕСКО — Международный день джаза[2] (2012).

### Национальные
- Вьетнам — День победы (1975).
- Иран — Национальный день Персидского залива.
- Мексика — День ребёнка[3].
- Россия — День пожарной охраны.
- Швеция — День Короля (Карл XVI Густаф (р.1946), король Швеции (с 1973).

### Религиозные

#### Католицизм
- Память папы римского Пия V (1572);
- память Адъютора (Аютора) Вернонского[англ.] (1131);
- память Эмо Савиньиского[англ.] (1173);
- память святых Аматора, Питера и Луиса (Людовика) (855);
- память святых Афродисия и его тридцати спутников[англ.];
- память святого Евтропия Сентского;
- память блаженного Майлса Джерарда[англ.] (1590);
- память Вольфарда Аугсбургского[англ.] (1127);
- память Хильдегарды из Винцгау (783);
- память Мари де л’Инкарнасьон (1672);
- память Максима Римского (ок. 251);
- память Помпония Неапольского (536);
- память Свитберта Младшего;
- память святого мученика Квиринуса Нойского (115).
- память святого Свитберта Ферденского, епископа Фердена.

#### Православие[4][5]

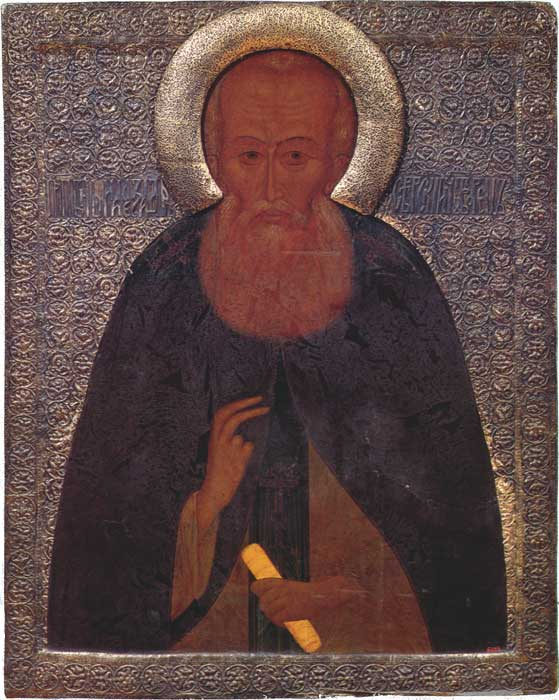
Александр Свирский

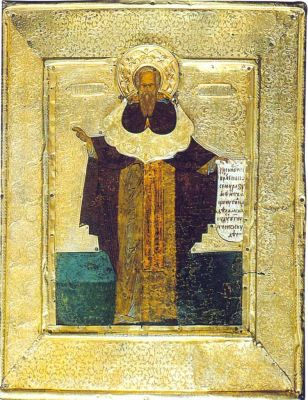
Зосима Соловецкий

- Память священномученика Симеона Ктезифонтского, епископа Персидского, и с ним мучеников Авделая и Анании пресвитеров, Хусдазада (Усфазана) евнуха, Фусика, Азата, мученицы Аскитреи и иных многих (344 год)[6];
- память преподобного Акакия, епископа Мелитинского (ок. 435 года);
- память преподобного Зосимы, игумена Соловецкого (1478 год);
- обре́тение мощей преподобного Александра Свирского (1641 год);
- память мученика Адриана Коринфского (251 год)[7];
- память святителя Агапита, папы Римского (536 год);
- память священноисповедника Михаила Новицкого, пресвитера (1935 год);
- память священномученика Феодора Недосекина, пресвитера (1942 год);
- память преподобного Паисия Киевского (Яроцкого), Христа ради юродивого (1893 год)[8];
- празднование в честь иконы Божией Матери «Избавительница».

### Именины
- Католические: Адъютора (Аютор), Аматор, Афродисий, Вольфард, Евтропий, Квиринус, Луис (Людовик), Майлс, Максим, Мария, Пий, Питер (Пётр), Помпоний, Свитберт, Хильдегарда, Эмо.
- Православные: Авделай, Агапит, Адриан, Азат, Акакий, Александр, Анания, Аскитрея, Симеон, Усфазан, Фусик, Хусдазад[9].

## События
См. также: Категория:События 30 апреля

### До XIX века
- 311 — вышел эдикт Галерия о веротерпимости, прекращены гонения на христиан в Римской империи[10].
- 1315 — на парижской виселице Монфокон казнён Ангерран де Мариньи, который считается автором проекта виселицы. Тело провисело в течение двух лет.
- 1472 — в московском Кремле заложен Успенский собор[11].
- 1557 — вождь индейцев мапуче Лаутаро погиб в битве при Матакито против испанцев.
- 1564 — Андрей Курбский, несогласный с политикой Ивана IV и обвинённый в государственной измене, бежал из Юрьева в Литву.
- 1598 — испанская колонизация Америки: Хуан де Оньяте официально объявил[англ.] юго-западную часть территории современных США собственностью короля Филиппа II.
- 1636 — Нидерландская революция: войска Республики Соединённых провинций после 9-месячной осады взяли занятую испанцами крепость Шенкеншанс.
- 1722 — в газете «New England Courant» впервые упомянута игра бильярд.
- 1743 — на новом месте Георгий фон Штокман начал строить город Оренбург[12].
- 1789 — инаугурация первого президента США Джорджа Вашингтона.
- 1790 — разгром Русской императорской армии в сражении у Керникоски, произошедшем в ходе русско-шведской войны 1788—1790 гг.
- 1800 — император Павел I издал указ: «Так как чрез ввозимые из-за границы разные книги, наносится разврат веры, гражданского закона и благонравия, то отныне, впредь до указа, повелеваем запретить впуск из-за границы всякого рода книг, на каком бы языке оные ни были, без изъятия, в государство наше, равномерно и музыкальную индустрию».

### XIX век
- 1803 — США купили Французскую Луизиану по цене 3 цента за акр.
- 1812 — Луизиана стала 18-м штатом США.
- 1838 — Никарагуа отделилась от Центральноамериканской федерации.
- 1854 — открытие первой железной дороги в Бразилии.
- 1863 — Сражение при Дэйс-Гэп во время рейда Стрейта.
- 1871 — резня у фактории Кэмп-Грант в Аризоне, США. Гибель 144 индейцев аривайпа.
- 1877 — французский поэт Шарль Кро (Charles Cros) передал Академии Наук описание первого граммофона.
- 1897 — физик Джозеф Томсон на лекции в Королевском институте объявил об открытии электрона (по другим данным, 29 апреля).

### XX век
- 1902 — создана федерация футбола Норвегии.
- 1905 — российский император Николай II подписал указ о свободе вероисповедания.
- 1907 — открылся V (Лондонский) съезд РСДРП, который оказался последним совместным съездом большевиков и меньшевиков.
- 1909
  - Джон Мур-Брабазон стал первым англичанином, совершившим официально признанный полёт на аэроплане.
  - В Санкт-Петербурге создана первая в России скаутская организация.
- 1916 — Германия стала первой в мире страной, перешедшей на летнее время.
- 1920 — публикация в газете «Правда» Обращения ВЦИК и СНК РСФСР «Ко всем рабочим, крестьянам и честным гражданам России» в связи с польским наступлением.
- 1927 — первый паровоз М типа 2-4-0, построенный заводом «Красный путиловец», вышел на пути.
- 1934 — принята новая Конституция Австрии.
- 1939 — открытие всемирной промышленной выставки в Нью-Йорке. С показа открытия этой выставки началось регулярное телевизионное вещание в США.
- 1941 — в школах Баварии запрещено вывешивать распятия.
- 1944 — в СССР принято постановление о создании школ рабочей молодёжи.
- 1945
  - Освобождение советскими войсками узниц женского концентрационного лагеря Равенсбрюк.
  - Смерть Адольфа Гитлера.
- 1948 — на 9-й Межамериканской конференции в Боготе (Колумбия) создана Организация американских государств.
- 1954 — в Киеве открыт памятник Щорсу. По одной из версий, скульптору позировал Леонид Кравчук, ставший позднее президентом Украины.
- 1958 — в Гаити произошла попытка государственного переворота, жестоко подавленная президентом Франсуа Дювалье.
- 1960 — в газетах появилось сообщение об успешной разведке нефти в Тюменской тайге. Первую промышленную нефть Сибири дала скважина № 7.
- 1961
  - Кубинский лидер Фидель Кастро получил Ленинскую премию мира.
  - В Антарктиде на станции Новолазаревская советский врач-хирург Леонид Рогозов выполнил себе операцию по поводу острого аппендицита.
  - В Минске состоялась свадьба американца Ли Харви Освальда и Марины Прусаковой.
- 1963 — организована научно-исследовательская станция «Северный полюс-12».
- 1966
  - Американский философ и музыкант Антон Шандор Лавей объявил о рождении Церкви Сатаны и начале сатанинской эры.
  - Начались регулярные перевозки через Ла-Манш на судах на воздушной подушке.
- 1968 — в СССР вышел первый номер подпольной «Хроники текущих событий». В этом «самиздатовском» издании предавались гласности нарушения прав человека на территории СССР.
- 1970 — Вьетнамская война: войска США вступают на территорию Камбоджи.
- 1971 — в Москве открыт цирк на Ленинских горах.
- 1972 — организована научно-исследовательская станция «Северный полюс-21».
- 1975 — взятие Сайгона северовьетнамскими войсками, окончание войны во Вьетнаме.
- 1979 — впервые со времени возникновения государства Израиль его судно прошло через Суэцкий канал.
- 1980 — коронация королевы Нидерландов Беатрикс.
- 1984 — Афганская война: гибель 1-го батальона 682-го мотострелкового полка.
- 1985 — Министерство здравоохранения СССР утвердило методические рекомендации «Выявление леворукости и психогигиена леворуких детей». Этот документ фактически положил конец практике переучивания леворуких детей.
- 1990 — начала вещание первая в России негосударственная коммерческая радиостанция «Европа плюс».
- 1991 — Операция «Кольцо»: начало массовой депортации населения армянских сёл Карабаха.
- 1993 — в Женеве объявлено, что технология Всемирной паутины (World Wide Web), разработанная сотрудником Европейской лаборатории физики элементарных частиц (CERN) англичанином Тимом Бернерсом-Ли, будет для всех бесплатной.
- 2000 — канонизация монахини Фаустины Ковальской (1905—1938).

### XXI век
- 2008 — объявлены результаты генетической экспертизы: найденные под Екатеринбургом останки двух тел принадлежат детям Николая II Алексею и Марии, убитым в 1918 году[13].
- 2009 — массовое убийство в Азербайджанской нефтяной академии (13 погибших).
- 2013 — коронация короля Нидерландов Виллема-Александра.
- 2014 — теракт на вокзале в Урумчи в Китае, трое погибших, более 70 пострадавших.
- 2019 — 85-летний император Японии Акихито отрёкся от престола. На следующий день императором стал Нарухито.
- 2021 — в результате давки в Израиле погибло 45 человек.

## Родились
См. также: Категория:Родившиеся 30 апреля

### До XIX века
- 1310 — Казимир III (ум. 1370), польский король (1333—1370).
- 1331 — Гастон III де Фуа (ум. 1391), граф де Фуа, князь-соправитель Андорры.
- 1504 — Франческо Приматиччо (ум. 1570), итальянский живописец.
- 1553 — Луиза Лотарингская (ум. 1601), супруга короля Франции Генриха III.
- 1623 — Франсуа Ксавье де Монморанси Лаваль (ум. 1708), первый епископ Квебека.
- 1662 — Мария II (ум. 1694), королева Англии, соправительница Вильгельма III.
- 1723 — Матюрен-Жак Бриссон (ум. 1806), французский зоолог и естествоиспытатель.
- 1770 — Дэвид Томпсон (ум. 1857), английский исследователь и картограф.
- 1777 — Карл Фридрих Гаусс (ум. 1855), немецкий математик, механик, физик, астроном и геодезист.
- 1781 — Джордж Вашингтон Парк Кастис (ум. 1857), американский плантатор, приёмный внук Джорджа Вашингтона.

### XIX век
- 1803 — Альбрехт фон Роон (ум. 1879), германский военный и государственный деятель.
- 1829 — Фердинанд фон Хохштеттер (ум. 1884), австрийский географ и геолог.
- 1848 — Александра Ефименко (урожд. Ставровская; ум. 1918), русский и украинский историк, этнограф, первая в России женщина — почётный доктор русской истории (1910).
- 1857 — Эйген Блейлер (Блюле) (ум.1939), швейцарский психиатр и психолог; ввёл термин шизофрения и описал её как самостоятельное заболевание.
- 1863 — Макс Складановский (ум.1939), немецкий изобретатель киноаппарата, один из первых кинопроизводителей.
- 1865 — Макс Неттлау (ум. 1944), немецкий анархист.
- 1870 — Франц Легар (ум.1948), венгерский композитор и дирижёр.
- 1875 — Илья Сац (ум.1912), российский композитор, дирижёр и виолончелист.
- 1877
  - Элис Токлас (ум. 1967), американская писательница и мемуаристка.
  - Леон Фламан (погиб 1917), французский велогонщик и лётчик, олимпийский чемпион (1896).
- 1879 — Рихард Вейс (ум. 1945), венгерский борец греко-римского стиля, олимпийский чемпион (1908).
- 1883 — Ярослав Гашек (ум.1923), чешский писатель-сатирик, драматург, фельетонист, журналист.
- 1885 — Луиджи Руссоло (ум. 1947), итальянский художник, поэт, композитор.
- 1893 — Иоахим фон Риббентроп (казнён в 1946), министр иностранных дел Германии (1938—1945).
- 1897 — Умберту Мауру (ум.1983), бразильский кинорежиссёр, сценарист, кинооператор и актёр, композитор, продюсер.

### XX век
- 1901 — Саймон Смит Кузнец (ум.1985), американский экономист, лауреат Нобелевской премии (1971).
- 1902 — Теодор Уильям Шульц (ум.1998), американский экономист, лауреат Нобелевской премии (1979).
- 1905
  - Сергей Никольский (ум.2012), советский и российский математик, академик, трижды лауреат Государственной премии.
  - Евгения Григорович (ум.1978), советский режиссёр и сценарист. Заслуженный деятель искусств Украинской ССР (1954).
- 1907 — Ив Арден (урожд. Юнис Мэри Кэденс; ум.1990), американская актриса, обладательница премии «Эмми».
- 1916 — Клод Элвуд Шеннон (ум.2001), американский математик и инженер, один из создателей теории информации.
- 1917 — Мервин Вуд (ум. 2006), австралийский спортсмен, олимпийский чемпион и многократный чемпион мира по академической гребле.
- 1924 — Джура Якшич (ум.1991), сербский дирижёр, музыкально-общественный деятель и музыкальный критик.
- 1926 — Клорис Личмен (ум.2021), американская актриса, обладательница «Оскара», 9 премий «Эмми», др. кинонаград.
- 1930 — Пьер-Феликс Гуаттари (ум.1992), французский психоаналитик, философ и политический деятель.
- 1931 — Адриана Асти (ум. 2025), итальянская актриса кино и театра.
- 1936 — Антонина Шуранова (ум.2003), актриса театра и кино, народная артистка РСФСР.
- 1938 — Юрай Якубиско (ум. 2023), словацкий кинорежиссёр и сценарист.
- 1940 — Берт Янг (урожд. Джеральд Томмазо Делуиз) ум. 2023, американский актёр кино и телевидения.
- 1943 — Бобби Ви (ум.2016), американский поп-певец.
- 1944
  - Александр Товстоногов (ум.2002), советский и российский театральный режиссёр, актёр театра и кино.
  - Джилл Клейберг (ум.2010), американская актриса театра и кино.
- 1946 — Карл XVI Густаф, король Швеции (с 1973).
- 1947 — Юрий Кублановский, советский и российский поэт, эссеист, публицист, критик, искусствовед.
- 1948
  - Аллан Аркуш, американский режиссёр кино и телевидения, лауреат премий «Эмми».
  - Перри Кинг, американский актёр кино и телевидения.
- 1949 — Рафаэль Циталашвили (ум.2011), один из ведущих иллюзионистов России, заслуженный артист РФ.
- 1952 — Жак Одиар, французский сценарист и кинорежиссёр.
- 1954 — дама Джейн Кэмпион, новозеландская сценаристка, кинорежиссёр и писательница, обладательница «Оскара».
- 1955 — Филипп Боннен, французский фехтовальщик-рапирист, олимпийский чемпион (1980).
- 1956
  - Ларс фон Триер, датский кинорежиссёр, сценарист, актёр и продюсер, лауреат «Сезара» и др. наград.
  - Сергей Шахрай, российский политик и государственный деятель, правовед, один из авторов Конституции РФ.
- 1958 — Шарль Берлен, французский актёр театра, кино и телевидения, театральный режиссёр, сценарист.
- 1960 — Дэвид Мицкевич, американский религиозный деятель, лидер церкви саентологии.
- 1961 — Айзея Томас, американский баскетболист и тренер, двукратный чемпион НБА.
- 1962 — Николай Фоменко, советский и российский актёр, сценарист, автор песен, музыкант, певец, радио- и телеведущий.
- 1966 — Роман Хагара, австрийский яхтсмен, двукратный олимпийский чемпион.
- 1967 — Филипп Киркоров, советский и российский эстрадный певец, актёр, композитор, народный артист РФ.
- 1969 — Пауло Пинто-младший, бразильский бас-гитарист, участник метал-группы Sepultura.
- 1970 — Халит Эргенч, турецкий актёр театра, кино и телевидения.
- 1974 — Андрей Губин (урожд. Клементьев), российский эстрадный певец, музыкант, автор песен.
- 1975 — Джонни Галеки, американский актёр.
- 1980 — Луис Скола, аргентинский баскетболист, олимпийский чемпион.
- 1981
  - Кунал Найяр, британский актёр индийского происхождения.
  - Пётр Налич, российский певец и композитор, представитель России на конкурсе «Евровидение-2010».
  - Кристин Стёрмер Стейра, норвежская лыжница, олимпийская чемпионка, трёхкратная чемпионка мира.
- 1982
  - Ллойд Бэнкс (наст. имя Кристофер Чарльз Ллойд), американский рэпер, участник группы «G-Unit».
  - Кирстен Данст, американская актриса, кинорежиссёр, сценарист, продюсер, модель и певица.
- 1983 — Татьяна Хюфнер, немецкая саночница, олимпийская чемпионка (2010), многократная чемпионка мира.
- 1984 — Сеймон Огастус, американская баскетболистка, 3-кратная олимпийская чемпионка.
- 1985 — Галь Гадот, израильская актриса и модель.
- 1986
  - Дианна Агрон, американская актриса и певица.
  - Яжевика (наст. имя Виктория Которова), российская певица, автор песен.
- 1987 — Марк-Эдуар Власик, канадский хоккеист, олимпийский чемпион.
- 1988 — Ана де Армас, кубино-испанская актриса кино и телевидения.
- 1991 — Крис Крайдер, американский хоккеист.
- 1991 — Трэвис Скотт, американский певец и композитор.
- 1992 — Марк-Андре тер Стеген, немецкий футболист, вратарь.

### XXI век
- 2007 — Лиза Анохина, российский видеоблогер.

## Скончались
См. также: Категория:Умершие 30 апреля

### До XIX века
- 1632 — Сигизмунд III Ваза (р.1566), король польский и великий князь литовский (с 1587), король шведский (1592—1599).
- 1642 — Дмитрий Пожарский (р.1578), национальный герой России, военный и политический деятель в период Смуты.
- 1655 — Эсташ Лёсюёр (р.1616), французский художник эпохи барокко.
- 1735 — Яков Брюс (р.1670), российский государственный деятель и учёный, генерал-фельдмаршал, сподвижник Петра I.
- 1790 — Самуэль Гейнике (р.1727), немецкий педагог, изобретатель способа обучения глухонемых.
- 1792 — Джон Монтегю (р.1718), 4-й граф Сэндвичский, первый лорд Адмиралтейства, в честь которого был назван сэндвич.

### XIX век
- 1805 — Аполлос Мусин-Пушкин (р.1760), русский учёный-химик, минералог, физик и ботаник.
- 1860 — Фёдор Семёнов (р.1794), русский астроном-любитель, рассчитавший время лунных и солнечных затмений до 2001 г.
- 1865 — Роберт Фицрой (р.1805), английский морской офицер, гидрограф и метеоролог, командовавший кораблём «Бигль», на котором совершил кругосветное путешествие Чарльз Дарвин.
- 1883 — Эдуард Мане (р.1832), французский художник, один из основоположников импрессионизма.
- 1898 — Август Булье (р.1833), французский писатель и политический деятель.

### XX век
- 1911 — Станислав Бжозовский (р.1878), польский литературный критик, писатель, философ.
- 1915 — Нико Ломоури (р.1852), грузинский писатель и поэт.
- 1926 — Николай Чайковский (р.1851), политический деятель, «дедушка русской революции».
- 1936 — Альфред Эдуард Хаусман (р.1859), английский поэт.
- 1937 — митрополит Никифор (в миру Николай Петрович Асташевский; р.1848), епископ Русской церкви, первый митрополит Новосибирский.
- 1941 — Эдвин Портер (р.1869), американский режиссёр.
- 1943 — Отто Есперсен (р.1860), датский языковед, создатель философии грамматики.
- 1945
  - покончил с собой Адольф Гитлер (р.1889), глава германского национал-социалистического государства (с 1933);
  - покончила с собой Ева Браун (р.1912), жена Адольфа Гитлера.
- 1948 — Дмитрий Прянишников (р.1865), русский агрохимик и физиолог растений, Герой Социалистического Труда.
- 1949 — Генрих Графтио (р.1869), российский инженер-энергетик, строитель первых советских ГЭС, академик АН СССР.
- 1970 — Жак Прессер (р.1899), нидерландский историк, писатель и поэт.
- 1976 — Владимир Готовцев (р.1885), русский актёр, театральный педагог, народный артист РСФСР.
- 1978 — Юрий Лагутин (р.1949), советский гандболист, олимпийский чемпион (1976).
- 1981
  - Петер Хухель (р.1903), немецкий поэт.
  - Франсис Карсак (наст.имя Франсуа Борд; р.1919), французский писатель-фантаст, учёный-геолог и археолог.
- 1983
  - Джордж Баланчин (р.1904), российский и американский артист балета и хореограф грузинского происхождения.
  - Мадди Уотерс (р.1915), американский блюзовый гитарист, певец и композитор.
- 1989 — Серджио Леоне (р.1929), итальянский кинорежиссёр.
- 1992
  - Георгий Семёнов (р.1931), русский советский писатель.
  - Олег Григорьев (р.1943), русский поэт и художник.
- 1994
  - Ричард Скарри (р.1919), американский детский писатель и художник-иллюстратор;
  - Фердинандо Скарфьотти (р.1941), итальянский арт-директор, обладатель премии «Оскар»;
  - погиб Роланд Ратценбергер (р.1960), австрийский автогонщик.
- 1996 — Борис Юрченко (р.1936), советский киноактёр.
- 1999
  - Василий Катанян (р.1924), советский кинорежиссёр-документалист.
  - Дэрел Свит (р.1947), шотландский барабанщик, один из основателей рок-группы «Nazareth».

### XXI век
- 2002 — Яков Пановко (р.1913), советский учёный в области механики.
- 2006 — Прамудья Ананта Тур (р.1925), индонезийский писатель.
- 2007 — Грегори Лемаршаль (р.1983), французский певец.
- 2011 — Эрнесто Сабато (р.1911), аргентинский писатель-прозаик, эссеист, художник.
- 2016 — Марисоль Эскобар (р.1930), франко-американская художница и скульптор венесуэльского происхождения.
- 2017 — Борис Олейник (р.1935), советский и украинский поэт, общественный деятель.
- 2020
  - Андрей Джатдоев (р.1962), российский государственный деятель, глава города Ставрополя.
  - Риши Капур (р.1952), индийский киноактёр, режиссёр и продюсер.
  - Нина Кирсо (р.1963), советская и украинская певица, солистка группы «Фристайл».
- 2021 — Азад Рагимов (р.1964), азербайджанский политик, министр молодёжи и спорта Азербайджанской Республики.
- 2023 — Вячеслав Зайцев (р.1938), советский и российский модельер.
- 2024
  - Элеонора Маклакова (р. 1939), советский и российский художник по костюмам кино, театра и телевидения, лауреат премии «Эмми» (1986).
  - Пол Остер (р. 1947), американский писатель, переводчик и сценарист.
- 2025 — Жюль Альберт Вейденбос (р. 1941), суринамский политический и государственный деятель, президент (1996—2000), вице-президент (1991), премьер-министр (1987—1988) Суринама.

## Приметы
Зосима Пчельник
- Если пчёлы садятся на вишнёвый цвет, вишни уродятся.
- На какой хлеб пошла пчела, тот на зерно будет хорош[14].